# Kathleen Eunice Alora
Kathleen Eunice Alora (30 de agosto de 1987) es una deportista filipina que compitió en taekwondo. Ganó una medalla de bronce en los Juegos Asiáticos de 2006, y dos medallas de bronce en el Campeonato Asiático de Taekwondo en los años 2004 y 2006.

## Palmarés internacional
| Juegos Asiáticos    | Juegos Asiáticos         | Juegos Asiáticos  | Juegos Asiáticos |
| Año                 | Lugar                    | Medalla           | Categoría        |
| ------------------- | ------------------------ | ----------------- | ---------------- |
| 2006                | Doha (Catar)             | Medalla de bronce | –47 kg           |
| Campeonato Asiático |                          |                   |                  |
| Año                 | Lugar                    | Medalla           | Categoría        |
| 2004                | Seongnam (Corea del Sur) | Medalla de bronce | –47 kg           |
| 2006                | Bangkok (Tailandia)      | Medalla de bronce | –51 kg           |